# Delancey Street
Delancey Street est l'une des principales rues de la Lower East Side de Manhattan, à New York.

## Situation et accès
Elle relie le quartier de Bowery au Williamsburg Bridge, qui permet quant à lui de rejoindre Brooklyn.
La rue est particulièrement bien desservie par le métro, puisque les lignes F, J, M et Z y circulent, à partir de la station Delancey Street–Essex Street. La rue comporte également de nombreux arrêts de bus.

## Origine du nom
La rue doit son nom à l'homme politique James DeLancey (1703-1760), qui possédait une ferme dans le quartier.

## Historique
Après la Révolution américaine, les terres des DeLancey, qui étaient loyalistes, furent confisquées et subdivisées à partir de 1803.
Au XIXe siècle, la rue devint un lieu de gangs, notamment avec les Short Tails (en), qui semaient la terreur dans les années 1880.
Au début du XXe siècle, Delancey Street s'est transformée en rue commerçante juive, avec des marchés, des épiceries fines et des boutiques de vêtements bon marché.

## Bâtiments remarquables et lieux de mémoire
La rue est bordée de très nombreux commerces allant des épiceries fines (les delicatessen) aux bars, en passant par divers magasins. La rue est également célèbre pour ses nombreuses boutiques de vêtements bon marché. 
Parmi les lieux les plus célèbres de Delancey Street, on retrouve la Bowery Ballroom (“salle de dance de Bowery”), salle se spectacle construite en 1929, le restaurant cacheroute Ratner's, aujourd'hui fermé, ou encore le Essex Street Market (l'un nombreux marchés de détail qui fut construit dans les années 1930 à l'initiative du maire de l'époque, Fiorello LaGuardia, afin d'éviter que trop de véhicules de s'aventurent dans les rues étroites du quartier. 
Par la suite, à mesure que la Lower East Side devint un quartier de plus en plus réputé, des commerces et des salles de spectacles plus huppées s'installèrent progressivement. De la même manière que Grand Street, Delancey Street est l'une des principales rues commerçantes juives de la Lower East Side, bien qu'aujourd'hui, la rue se soit métissée pour accueillir de jeunes actifs, essentiellement des classes populaires, avec une dominance d'afro-américains, de portoricains, de dominicains et de chinois.